# Johannes Brenner (Footballspieler)
Johannes Brenner (* 20. Oktober 1982) ist ein deutscher ehemaliger Footballspieler und aktueller -trainer.

## Laufbahn

### Spieler
Brenner begann 1998 in Schwäbisch Hall mit dem Footballsport. In Teilen der Jahre 2000 und 2001 weilte er als Austauschschüler im US-Bundesstaat Michigan, ab der Saison 2001 spielte er bei den Herren der Schwäbisch Hall Unicorns. Dort gehörten zeitweilig auch seine Brüder Felix (ab 2007) sowie Simon (ab 2004) zu seinen Mannschaftskameraden. 2011 und 2012 wurde er mit den Hallern deutscher Meister, in beiden Endspielen wurden die Kiel Baltic Hurricanes bezwungen. Der Wide Receiver beendete seine Spielerlaufbahn im Juni 2014.
Mit der deutschen Nationalmannschaft gewann er 2010 und 2014 den Europameistertitel.

### Trainer
Nach dem Ende seiner Spielerzeit, in der er bereits als Jugendtrainer tätig gewesen war, betreute er ab 2014 in Schwäbisch Hall als Mitglied des Trainerstabs die Wide Receiver der GFL-Mannschaft. Zwischenzeitlich legte Brenner Aufenthalte an Hochschulmannschaften in den Vereinigten Staaten ein: 2015 war er Mitglied des Trainerstabs der University of Wisconsin-Platteville und 2016 der University of Wisconsin-Lacrosse. 2017 übernahm er in Schwäbisch Hall das Amt des Verteidigungskoordinators und trug in dieser Funktion zum Gewinn der deutschen Meisterschaften 2017, 2018 und 2022 bei.
Im Oktober 2022 wechselte er mit dem Head Coach Jordan Neuman zur Stuttgart Surge in der European League of Football.